# Efecte de Troxler

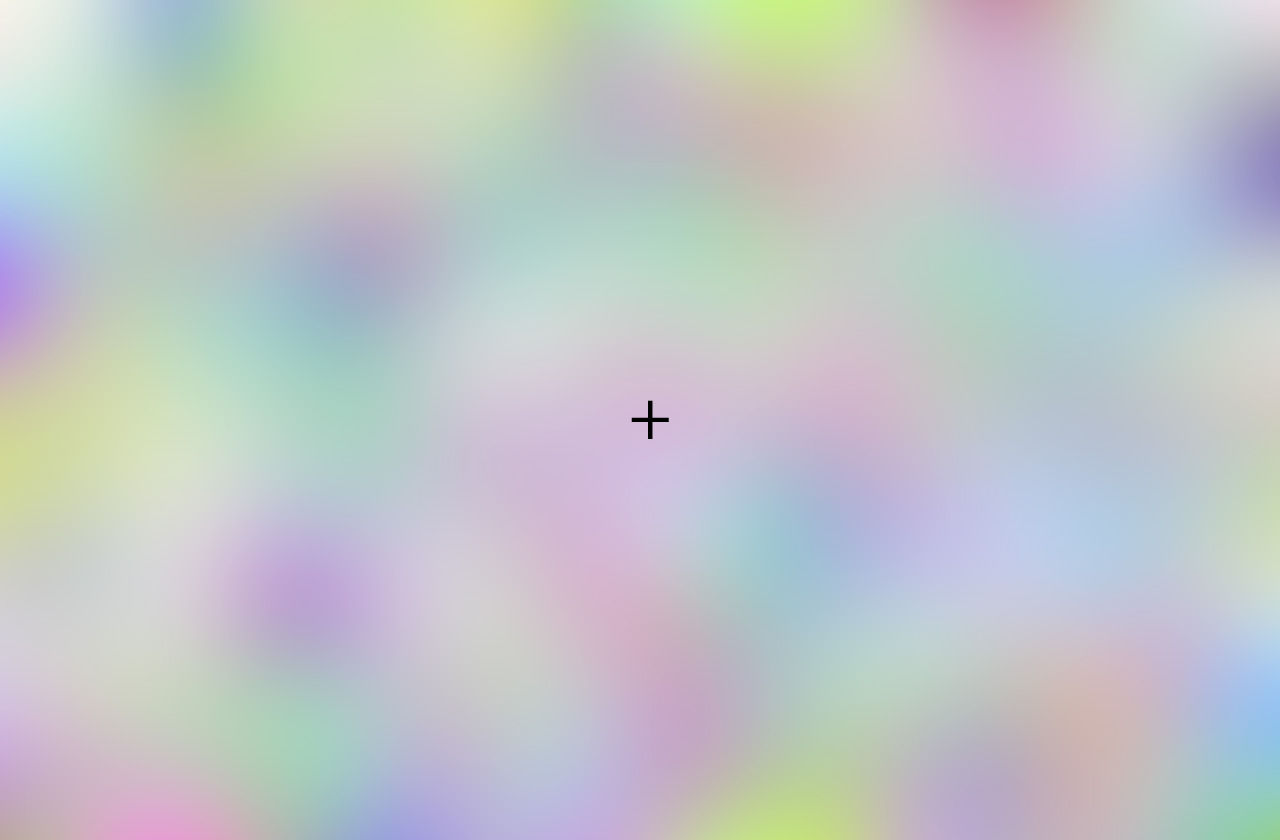

L'efecte de Troxler o l'esvaïment de Troxler és una il·lusió òptica i fenomen de la percepció visual, basat en fixar la mirada en un punt concret durant uns segons, de forma que àrees de la imatge s'esvaeixin davant l'ull humà. Aquest efecte fou descobert en l'any 1804 pel filòsof i metge suís Ignaz Paul Vital Troxler, quan estava treballant a Viena.

## Causa de l'efecte
L'adaptació visual de l'ull humà és un procés fisiològic d'adequació de la retina a la intensitat de l'estímul. Els processos d'adaptació que es limita a zones concretes de la retina també se les coneix com a adaptació local. En aquestes maneres de procedir, les àrees de la retina s'adapten als estímuls recurrents d'una intensitat similar, de forma que la seva sensibilitat disminueix. Per tant, les imatges projectades sobre les mateixes zones de la retina, sense canvis significatius, en l'estímul, provoquen patrons d'excitació neuronal i la seva intensitat de senyal disminueix progressivament. Després d'uns instants, això pot provocar una pèrdua de perceptibilitat dels objectes presentats visualment en el mateix lloc, sense canvis o de forma sobtada -L'efecte Troxler-.
L'efecte de Troxler determina que les neurones requereixen un estímul constant per a no desatendre el que existeix al seu voltant i d'altra banda, el cervell pot classificar la informació percebuda per la visió humana.

## Biografia
- Goldstein, A.G. Retinal rivalry and Troxler's effect. Psychon Sci 7, 427–428 (1967). https://doi.org/10.3758/BF03331157
- Poe, D.B., Crovitz, H.F. Measurements of Troxler's effect. Psychon Sci 11, 123–124 (1968). https://doi.org/10.3758/BF03331004
- Martinez-Conde, S., Macknik, S. & Hubel, D. The role of fixational eye movements in visual perception.Nat Rev Neurosci 5, 229–240 (2004). https://doi.org/10.1038/nrn1348
- Troxler, I. P. V. (1804). Über das Verschwinden gegebener Gegenstände innerhalb unseres Gesichtskreises. Ophthalmologische Bibliothek, 2, 1-53. (Stangl, 2021).